# Tóti-hegy
Tóti-hegy är en kulle i Ungern.   Den ligger i provinsen Veszprém, i den västra delen av landet, 140 km sydväst om huvudstaden Budapest. Toppen på Tóti-hegy är 270 meter över havet.
Terrängen runt Tóti-hegy är platt söderut, men norrut är den kuperad. Runt Tóti-hegy är det ganska tätbefolkat, med 185 invånare per kvadratkilometer. Närmaste större samhälle är Tapolca, 7,8 km nordväst om Tóti-hegy. 